# Jiří Richter (programátor)
Jiří Richter (* 11. dubna 1963) je český odborník na 8bitové počítače, spoluzakladatel firmy JRC (Jiří Richter Computers).
V dobách nástupu 8bitových domácích počítačů například vytvořil funkci „Turbo 2000“ nahrávání na pásky pro osmibitové počítače Atari. Je také autorem systému Visicopy 3.